# Martín Cuello
Martín Nicolás Cuello (Ramos Mejía, Buenos Aires, 12 de marzo de 1993) es un baloncestista argentino que se desempeña como escolta o alero en el Boca Juniors de la Liga Nacional de Básquet. Es el hermano del también jugador de baloncesto Matías Cuello.

## Trayectoria

### Comienzos
Comenzó a jugar al básquet en Ramos Mejía Lawn Tennis Club hasta que se sumó a las inferiores de Lanús.

### Lanús
En la temporada 2012-2013 formó parte del plantel que disputa la Liga Nacional de Básquet y la Liga de las Américas 2013, siendo dirigido por Sílvio Santander y compartiendo juego con talentosos jugadores como Nicolás Laprovittola, Robert Battle y Adrián Boccia. El equipo logró el subcampeonato de la LNB al perder por 0-4 la serie final contra Regatas de Corrientes. En la Liga de las Américas también se ubicaron segundos al quedar debajo de Pinheiros por una diferencia de solo 3 puntos. Cuello disputó un total de 25 partidos en la LNB, alcanzando medias de 1,3 puntos, 0,4 rebotes y 0,2 asistencias en 4,8 minutos por partido, mientras que en la Liga de las Américas registró 4 presencias, donde promedió 0,75 puntos y 0,5 asistencias en 5 minutos por juego. 
En la temporada siguiente Lanús volvió a jugar los mismos torneos que la anterior, pero sin el mismo éxito. Cuello tuvo nuevamente la posibilidad de integrar los planteles que afrontaron ambos torneos, pero su tiempo en el campo de juego resultó limitado. 

### Rocamora
Al culminar su segunda temporada con Lanús, Cuello acordó jugar el Torneo Pre-Federal con Huracán de San Justo junto a su hermano Matías Cuello y el escolta Eric Flor.
Luego de ello se sumó a Rocamora para disputar la temporada 2014-15 del TNA, confiando en que así tendría más oportunidades para jugar en una liga competitiva. Su equipo quedó eliminado en la tercera fase de los playoffs contra el San Isidro por 2-1. Ese año Cuello disputó en total 36 partidos con una media de 12,6 puntos, 4 rebotes y 1 asistencia en 36 minutos por partido.

### Ferro
Tras dejar Rocamora fichó con Ferro, retornando así a la Liga Nacional de Básquet. Al crearse la Liga de Desarrollo, Cuello fue designado también para participar de esa competición (donde formó un grupo junto a Lucio Delfino, Facundo Jeréz, Nicolás Mayer y Matías Aranda).
Al culminar la temporada, acordó regresar a Ramos Mejía LTC para disputar el Torneo Pre-Federal, el cual conquistó acompañado por su hermano Matías Cuello y el pívot Eduardo Vasirani.
Luego de esa breve aventura en la cuarta categoría, regresó a Ferro y disputó dos temporadas más, alternando entre la LNB y LDD. También jugó con el club porteño la Liga de las Américas 2018, promediando 6 puntos por partido.   

### Libertad
Al abandonar Ferro tras la temporada 2017-18, firmó contrato por dos temporadas con Libertad. En el equipo sunchalense se afianzó rápidamente como titular, desarrollando una campaña con excelentes promedios: 16,2 puntos, 4,2 rebotes y 3,2 asistencias en 33,7 minutos de juego por partido. Asimismo fue el jugador más destacado del equipo durante la Liga Sudamericana de Clubes 2018, guiando a sus compañeros hasta la instancia semifinal, donde quedaron eliminados por escasa diferencia ante el Franca. 
Todo ello lo puso bajo el radar de los clubes más importantes del país, motivo por el cual arregló su desvinculación de la institución de la provincia de Santa Fe.

### Primera experiencia en Instituto
En julio de 2019 se oficializó el arribo de Cuello a Instituto, equipo que había terminado como subcampeón de la Liga Nacional de Básquet 2018-19. En sus dos primeras temporadas con el club cordobés, jugó en total 65 encuentros, promediando 16,4 puntos, 3,2 rebotes y 3 asistencias por partido. También vio acción a nivel continental, participando de las primeras dos ediciones de la Basketball Champions League Americas.
En febrero de 2020 fue convocado para integrar la Selección de básquetbol de Argentina en los partidos clasificatorios para la FIBA AmeriCup, haciendo así su debut oficial con el equipo nacional.

### Malvín
Al igual que muchos de sus compatriotas, el alero aceptó una propuesta para hacer una experiencia en la Liga Uruguaya de Básquetbol, en su caso vistiendo la camiseta de Malvín durante la temporada 2021. Sólo jugó 6 partidos, registrando una media de 21,5 en puntos, 3,3 asistencias y 3 rebotes.

### Retorno a Instituto
En junio de 2021 el jugador acordó su continuidad con Instituto. Se consagró campeón del Torneo Súper 20 2021 -siendo el máximo goleador de su equipo- y de la temporada 2021-22 de la LNB -siendo escogido como el MVP de las finales ante Quimsa.

### Flamengo
A fines de junio de 2022 se anunció la contratación de Cuello por parte del equipo brasileño Flamengo.

### Clubes
| Club                  | País      | Año         |
| --------------------- | --------- | ----------- |
| Lanús                 | Argentina | 2012 - 2014 |
| Huracán de San Justo  | Argentina | 2014        |
| Rocamora              | Argentina | 2014 - 2015 |
| Ferro                 | Argentina | 2015 - 2016 |
| Ramos Mejía LTC       | Argentina | 2016        |
| Ferro                 | Argentina | 2016 - 2018 |
| Libertad de Sunchales | Argentina | 2018 - 2019 |
| Instituto             | Argentina | 2019 - 2021 |
| Malvín                | Uruguay   | 2021        |
| Instituto             | Argentina | 2021 - 2022 |
| Flamengo              | Brasil    | 2022 - 2024 |
| Boca Juniors          | Argentina | 2024 - act  |

## Selección nacional
Cuello hizo su debut con la selección de básquetbol de Argentina en 2020, en el marco de las eliminatorias para la FIBA AmeriCup de 2022.
Formó parte del plantel que obtuvo la medalla de oro en el torneo de baloncesto masculino de los Juegos Panamericanos de 2023.

## Palmarés

### Campeonatos nacionales
- Actualizado hasta el 3 de julio de 2022.

| Título                                   | Club            | País      | Año  |
| ---------------------------------------- | --------------- | --------- | ---- |
| Campeón Torneo Pre-Federal de FEBAMBA    | Ramos Mejía LTC | Argentina | 2016 |
| Campeón Torneo Súper 20 2021             | Instituto       | Argentina | 2021 |
| Campeón Liga Nacional de Básquet 2021-22 | Instituto       | Argentina | 2022 |

### Récords

#### Récord personal de anotación
Martin Cuello rumpió su récord de puntos en un juego de Liga Nacional de Básquet el 10 de mayo de 2019. Ese día anotó 32 puntos en una derrota en casa de Libertad de Sunchales ante Atenas de Córdoba. Acertó 10/15 en dobles, 2/3 en triples y 6/7 en tiros libres.

#### Récord personal de rebotes
Martin Cuello rumpió su récord de rebotes en un juego de Liga Nacional de Básquet el 10 de diciembre de 2020. Ese día capturó 11 rebotes en la victoria en casa de Instituto Córdoba sobre Hispano Americano, registrando también 20 puntos y 3 asistencias.